# Університетське видавництво «Пульсари»
"Університетське видавництво ПУЛЬСАРИ" — видавництво наукової, науково-методичної, навчальної, довідкової та художньої літератури. Засноване в Києві 1999 року (директор — Лариса Копань).
Видання видавництва неодноразово отримували нагороди Форумів видавців у Львові, здобували премії «Книга року» та отримували спеціальні відзнаки Премії імені Г. Сковороди, заснованої Посольством Франції в Україні.
Зокрема вийшли друком книги лауреатів Національної премії імені Тараса Шевченка — Василя Симоненка, Григора Тютюнника, Івана Дзюби, Віктора Міняйла, Валерія Шевчука, Павла Гірника, Ірини Жиленко, Оксани Пахльовської, Феодосія Рогового, Віктора Шулакова.
У видавництві діє копі-центр.

## Видавничі серії
- «Українці у світовій цивілізації» (розповіді про видатних українців, чиї імена відомі поза межами України)
- «Бібліотека сучасної прози» (твори зарубіжних письменників)
- «Класика» (класичні твори українських та зарубіжних письменників)
- «Християнські філософи» (доробки українських і зарубіжних минулих століть)
- «Історія і сучасність» (праці громадських і культурних діячів України та світу)
- «Новітній авторський підручник» (навчальні посібники з фізики та історії)

## Перевидання Української малої енциклопедії
2016 року у видавництві «Пульсари» вийшов перший том другого, уточненого чотиритомного видання Української малої енциклопедії. У першому томі подано 1910 статей (літери А-І). Наклад першого тому 1000 примірників. Обсяг 576 сторінок. ISBN 978-617-615-060-2, ISBN 978-617-615-061-1 (том 1).
Упорядник, науковий редактор і автор переднього слова до видання доктор історичних наук Сергій Білокінь.